# Correios de Cabo Verde
Correios de Cabo Verde (CCV) é a empresa governamental responsável pelo sistema postal de Cabo Verde. A sua sede está situada na cidade da Praia, na capital do país.

## História
O primeiro correio cabo-verdiano foi fundado na Praia a 2 de janeiro de 1849. Durante a administração portuguesa de Cabo Verde que durou até 1975, os serviços postais eram realizados pelos CTT - Correios de Portugal.
Através do decreto-lei número 9-A de 16 de fevereiro de 1995, a Empresa Pública dos Correios e Telecomunicações – Empresa Pública (CTT–EP) foi dividida em duas companhias, Cabo Verde Telecom e Correios de Cabo Verde, que foi criada a 1 de janeiro de 1995. A empresa aderiu à União Internacional de Telecomunicações a 30 de setembro de 1976, e é membro da Associação Internacional das Comunicações de Expressão Portuguesa.